# Pfarrkirche Wölfnitz an der Saualpe

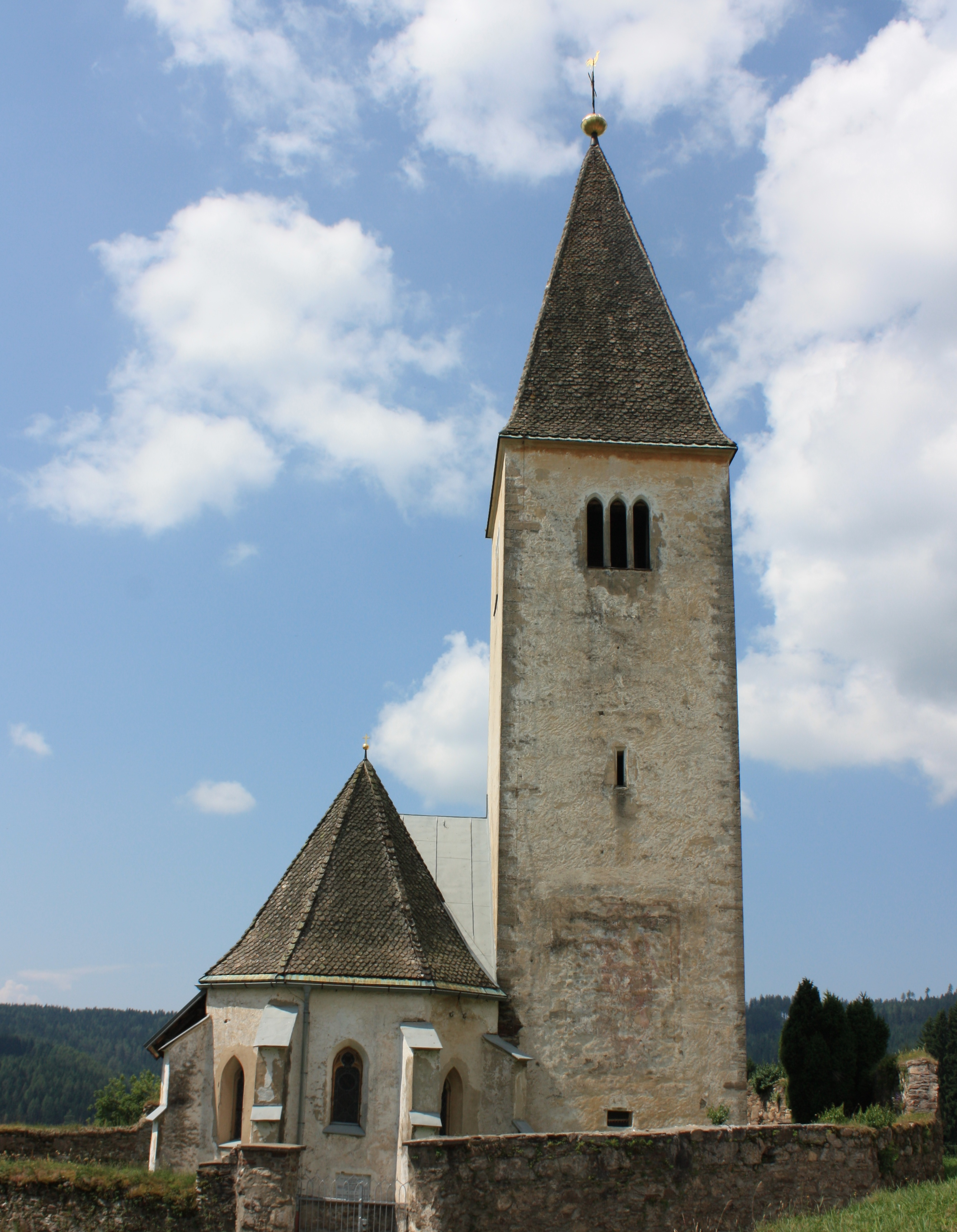
Pfarrkirche Wölfnitz an der Saualpe

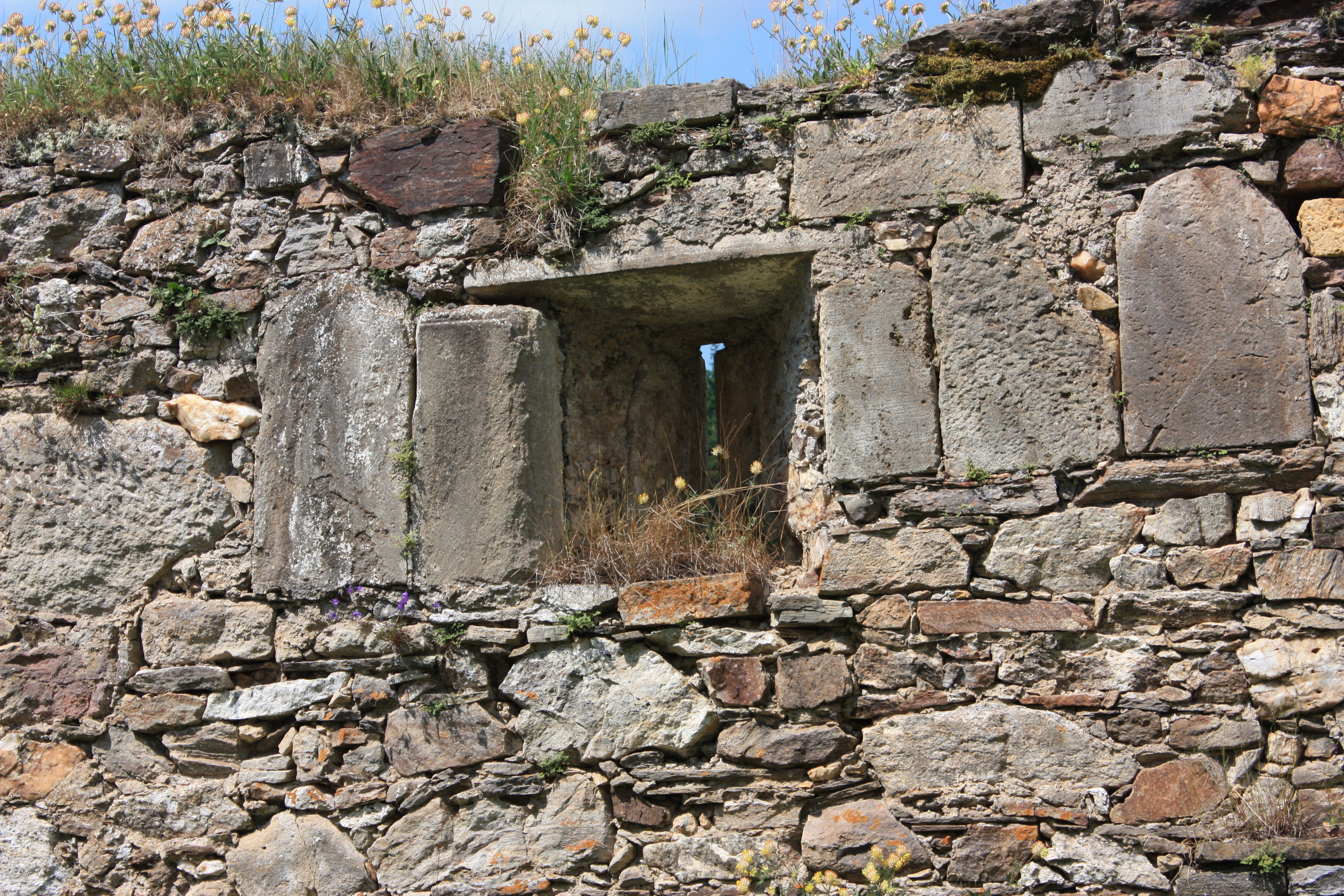
Teil der Wehrmauer mit Schießscharte

Die römisch-katholische Pfarrkirche Wölfnitz an der Saualpe steht in der Ortschaft Wölfnitz, einer Katastralgemeinde der Marktgemeinde Griffen.
Die Kirche steht in 1127 Meter Höhe am Südhang der Saualpe und ist von einer Wehrmauer mit Schießscharten umgeben. Die 1237 erstmals urkundlich erwähnte Kirche steht unter dem Patrozinium des heiligen Michael. Am Friedhof finden sich einige Partisanengräber aus dem Zweiten Weltkrieg.

## Beschreibung
Die im Kern romanische Kirche wurde im 15. Jahrhundert baulich verändert. Der gotische Nordturm mit Mauerschlitzen, zwei und dreiteiligen Schallfenstern sowie einem spitzbogigen Ostportal wird von einem Pyramidenhelm bekrönt. Turm und Kirchenschiff sind mit Steinplatten gedeckt. Zweistufige Strebepfeiler stützen den polygonalen Chor. Man betritt die Kirche durch das spitzbogige Südportal mit hölzernem Vordach.
Das Langhaus besitzt in den beiden östlichen Jochen ein Netzrippengewölbe über halbrunden Pfeilern und in den beiden später angebauten westlichen Jochen ein barockes Kreuzgratgewölbe. Ein rundbogiger Triumphbogen mit Kämpfern verbindet das Langhaus mit dem einjochigen Chor mit Fünfachtelschluss. Über dem Chor erhebt sich ein Kreuzrippengewölbe aus dem 15. Jahrhundert auf Kopfkonsolen. An der Nordseite des Chores befindet sich eine kielbogenüberwölbte Sakramentsnische.
Am Hochaltar stehen ein spätgotischer heiliger Michael, der zum Teil überarbeitet und vergoldet wurde, sowie zwei barockisierte Engelsfiguren aus dem 19. Jahrhundert. Eine weitere Michaelsstatue aus dem 19. Jahrhundert steht vor dem Altar. An den Wänden sind die Statuetten der Heiligen Jakobus, Joachim und Anna angebracht.